# Ramón José Cárcano
Ramón José Cárcano (Córdoba, 18 de abril de 1860 - Buenos Aires, 2 de junio de 1946) fue un historiador, político conservador y abogado argentino que sirvió como Gobernador de la provincia de Córdoba entre el 17 de mayo de 1913 y el 17 de mayo de 1916; y posteriormente una segunda vez entre el 17 de mayo de 1925 y el 17 de mayo de 1928, siendo el primer gobernador cordobés elegido por voto secreto para varones y, por lo tanto, el primer gobernador elegido democráticamente.
Entre varias funciones a nivel provincial y nacional, fue el primer presidente de la Sociedad Rural de Córdoba, embajador argentino en Brasil cuando la capital de ese país todavía era Río de Janeiro; presidente de la Caja Nacional de Jubilaciones y Pensiones Civiles, y primer Presidente del CNPS de la República Argentina.

## La familia
La familia Cárcano era de vieja tradición lombarda y originaria del antiguo señorío del Castillo de Carcano, en Como, apareciendo registrada en la matrícula del patriciado por orden de Ottone Visconti en el año 1277. El último de la familia que ocupara una posición encumbrada en Italia, el diputado de Como Paolo Carcano (muerto en 1918), fue ministro del Tesoro durante el gobierno de Paolo Boselli, era primo de Ramón y mantenía con el padre de éste una afectuosa correspondencia.
Ramón era hijo de Innocente Bernardino Carcano. En su libro Mis primeros ochenta años, Ramón J. Cárcano sustenta la idea de que "...nada existe por generación espontánea", por lo que se enorgullece en analizar su propio árbol genealógico recordando sus nobles ancestros lombardos. Sin embargo, también reflexiona diciendo: "Siempre es agradable conocer los antecesores, pero es mejor no necesitar antecesores y llevar en uno mismo todo el valor humano".
Fue su madre Honoria Cessar Oliva, nacida en el curato de Río Seco y descendiente de una familia del norte de la provincia.
Casado con Ana Sáenz de Zumarán, el 9 de mayo de 1887 en la ciudad de Montevideo, tuvo tres hijos, entre los cuales se destacaron Miguel Ángel y por parte del anterior su nieta fue la longeva Vizcondesa de Ednam Stella Ana Inés Rosa Carolina Cárcano Morra. Su esposa falleció el 11 de enero de 1910, y Ramón J. Cárcano murió en Córdoba el 2 de junio de 1946 a los 86 años de edad.

## Inicios en la política
Ramón J. Cárcano cursó sus estudios secundarios en el Colegio Nacional de Monserrat y los de derecho en la Universidad Nacional de Córdoba graduándose como abogado en 1879. Desde su juventud militó en las filas del liberalismo cordobés, provocando tempranamente un sonado escándalo con su tesis doctoral en Jurisprudencia De los hijos adulterinos, incestuosos y sacrílegos -donde postulaba la igualdad de los hijos naturales, adulterinos e ilegítimos- debido a los duros ataques del obispo Jerónimo E. Clara en 1884 contra ella y otras cuestiones liberales de la hora, que conducirían a un conflicto con el gobierno del General Julio A. Roca.
Comienza su carrera política como presidente de la juventud que propone la candidatura presidencial de Julio A. Roca y luego es designado secretario privado de los gobernadores cordobeses Antonio del Viso (1880) y Miguel Juárez Celman. Fue designado profesor de Derecho Comercial en la Universidad Nacional de Córdoba en 1882, año en que es designado convencional para la Asamblea Constituyente que reformaría la carta magna provincial estrenado su dotes de gran orador.
Su primer tarea docente concluye en 1884, cuando fue elegido diputado nacional. Desde esa posición hace activa campaña, junto a otros liberales cordobeses, en favor de la candidatura presidencial del senador Juárez Celman, por el Partido Autonomista Nacional, y de la candidatura a gobernador de Ambrosio Olmos. Así, el 1 de junio de 1885 aparece en la capital mediterránea con ese doble objetivo político el diario La Época, dirigido por José Figueroa Alcorta y del que participa Cárcano.
En septiembre del mismo año, se oficializa la candidatura de Juárez Celman, bajo el auspicio del presidente Roca, y el 22 de noviembre Olmos gana las elecciones gubernativas en Córdoba.
El candidato del P.A.N. se impone ampliamente, aunque con fraude, a Manuel Ocampo, candidato de los Partidos Unidos, en la elección del 11 de abril de 1886 y Cárcano es designado Ministro de Justicia, Culto e Instrucción Pública de Córdoba por el gobernador Olmos.

## El unicato y la presidencia
El presidente Juárez Celman lo nombró director general de Correos y Telégrafos de la Nación el 18 de abril de 1887, el cargo administrativo más alto del gobierno, y pronto pasó a engrosar las filas del "Unicato" juarista, fracción integrada casi exclusivamente por políticos e intelectuales cordobeses que tendría vitalidad suficiente, según se esperaba, no solo para enfrentar el liderazgo de Roca, sino para influir en la designación del candidato presidencial para 1892.
La idea de que el presidente de la República era al mismo tiempo jefe indiscutible y único del partido gobernante, sin necesidad de declaración expresa y formal, había nacido con Julio A. Roca. Y a la misma, corre asociada la idea de que el poder de Roca terminaría con la asunción del nuevo presidente en 1886. El diputado José Miguel Olmedo escribía al gobernador Juárez Celman en 1882: "Roca tendrá menos personalidad que todos los presidentes cesantes y si la conservase, su sucesor llegará hasta desterrarlo del país. Esta es ley humana e histórica. El poder que se levanta, hunde por propio interés al que fenece, y el que no lo prevé y se acoge a la amistad y adhesión probadas, se parece en política al suicida".
En marzo de 1885, al comenzar la campaña presidencial por la sucesión del tucumano, Lucio López escribía a Juárez Celman: "Los roquistas y los juaristas amigos todos, muy amigos, pero es menester que nos distingamos. Nosotros somos juaristas primero, y después también juaristas".
El liderazgo político presidencial, que por entonces se denominaba "gravitación", no se alzaba en un prestigio popular y personal, sino en el ejercicio del poder y la acumulación de poder. En ese orden de ideas, Juárez Celman obtuvo unanimidad de "apoyos" en todas las provincias argentinas, mediante el recurso de la intervención federal. Primero interviniendo en Tucumán en 1887, para entregar el poder local a lo mitristas leales al presidente; Córdoba en 1888, donde luego de someter a juicio político al remiso gobernador Olmos por malversación de fondos públicos y comisionar a Luis V. Varela como interventor federal, el hermano del propio presidente y Jefe de la Policía, Marcos N. Juárez, fue elegido gobernador sin inconvenientes; y Mendoza en 1889, donde luego de una revuelta que obliga a renunciar al gobernador Tiburcio Benegas, el reemplazante Oseas Guiñazú propicia la elección del opositor Rufino Ortega cuyo club político se llamaba "Presidente Juárez".
El segundo paso del plan político personal de Juárez Celman era digitar un "sucesor adecuado". Allí nace la candidatura presidencial de Cárcano, de brillante y ruidosa carrera política: con una excelente tesis doctoral censurada por el vicario Clariá - y apadrinada por Juárez Celman- que lo hizo popular en la ciudad de Córdoba; secretario del gobernador a los 19 años, diputado nacional a los 24, ministro de gobierno a los 26 y director general de Correos a los 27 años. Ahora, el hermano del presidente y gobernador de Córdoba Marcos Juárez, promovía su candidatura a la presidencia en 1888 -cuando solo contaba con 28 años de edad- a fin de perpetuar el "juarismo".

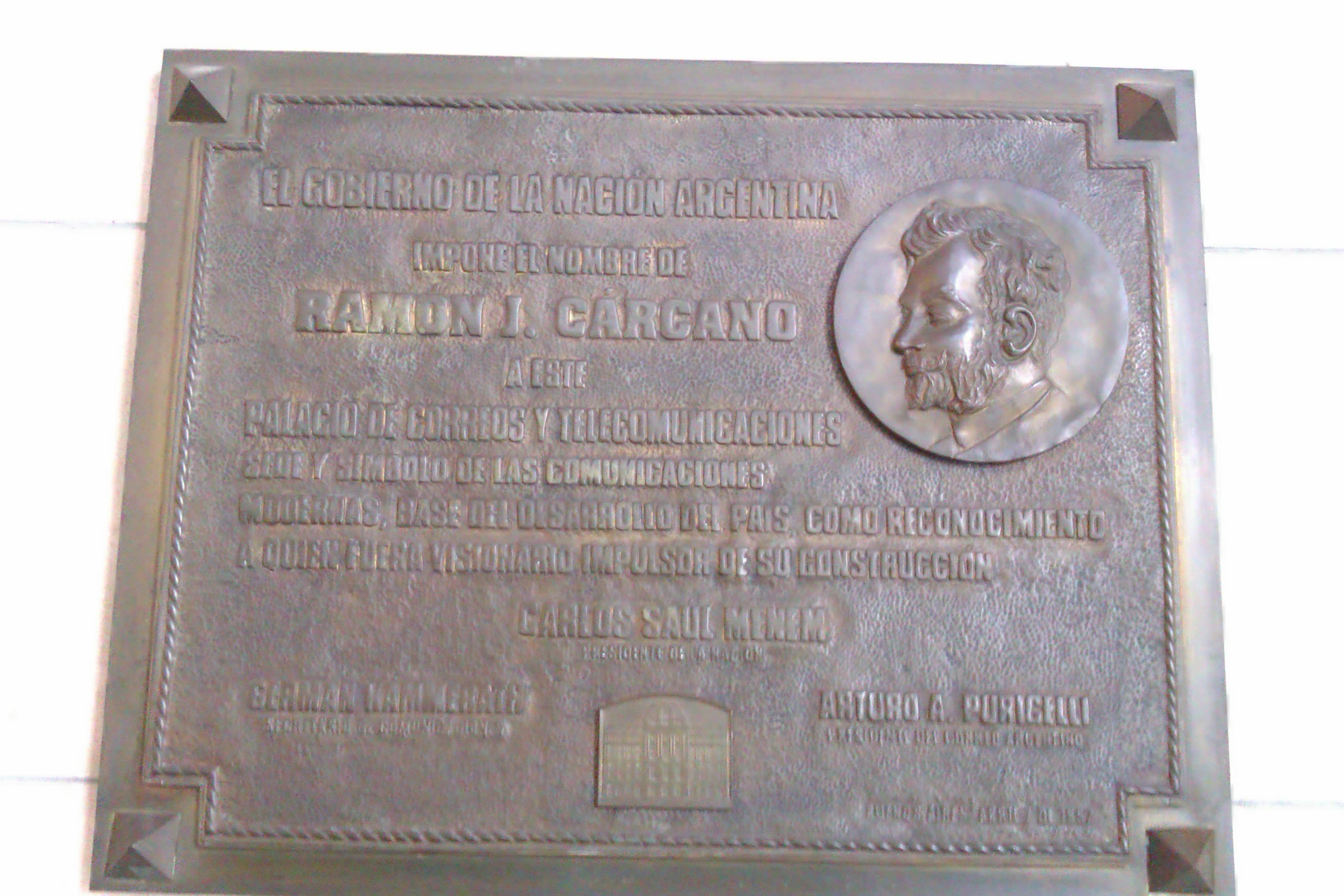
Placa dedicada a Cárcano en el Palacio de Correos y Telecomunicaciones que hoy alberga al Centro Cultural Kirchner

Cárcano impuso reformas en el funcionamiento administrativo y comercial del servicio postal, creando sucursales en las catorce provincias e impulsando la construcción de un edificio pensado específicamente para ser sede central del organismo, el Palacio de Correos. En ese entonces, el gobierno buscaba demostrar su consolidación mediante grandiosas construcciones públicas de manera de exhibir el grado de solidez alcanzado por su sistema político y económico. La Dirección General de Arquitectura del Ministerio de Obras Públicas eligió al arquitecto francés Norbert-Auguste Maillart para poner en práctica el proyecto. Aprobado por el Poder Ejecutivo, Maillart comenzó su trabajo en 1889, hasta que la crisis financiera lo detuvo paralizando el proyecto por dieciséis años.
Desde la Dirección de Correos y Telégrafos, Cárcano distribuía prebendas y subvencionaba "revoluciones", promovía enjuiciamientos y orquestaba campañas de difamación en contra de gobernadores hostiles, tal cual las costumbres políticas de la época, como Santiago Gallo, Juan Posse -estos dos de Tucumán-, Ambrosio Olmos y Tiburcio Benegas entre otros. Sin embargo, la voracidad de los Juárez y el talento de Cárcano colisionaron con la ambición y la sagacidad del vicepresidente Carlos Pellegrini y del general Julio A. Roca. En la crisis financiera de 1889 y el acto de la Unión Cívica en el Frontón Buenos Aires, al que concurren veinte mil personas, estos últimos encuentran la excusa para derribar la candidatura de Cárcano al costo de las suyas el 16 de abril de 1890.
Ni el juarismo cede a sus expectativas ni la crisis se apaga. Al pánico del oro sigue la renuncia del ministro de Hacienda Pacheco. Juárez Celman, con la novedad de una buena cosecha y un registro positivo de exportaciones, se dirige al Congreso para pedir una nueva ley electoral que posibilite la representación cabal de las minorías. Parecía haber paz: récord de cosecha, la Unión Cívica llegaría al parlamento, Cárcano no sería presidente y el unicato llegaba a su fin. Pero Aristóbulo del Valle denuncia emisiones clandestinas del Banco Nacional para sostener el precio del oro. Renuncia el ministro de hacienda Francisco Uriburu y lo reemplaza otro juarista puro.
El diario La Nación, en su editorial del domingo 15 de junio de 1890, despedaza la política presidencial mostrando el acercamiento del expresidente Bartolomé Mitre con las ideas revolucionarias del momento: "Los caprichos de una voluntad veleidosa, las influencias personales y los intereses partidarios valen más que los intereses generales; el doctor Juárez no transige en nada de lo que pueda perjudicar a sus amigos políticos, y las influencias valen más que los intereses del país".
A principios de julio se alcanza un acuerdo político casi definitivo: Cárcano renuncia a su candidatura y se conformaría una junta de notables para decidir al futuro binomio del Partido Autonomista Nacional para la elección de 1892. Pellegrini y Roca, que trabajaron el acuerdo desde el Senado, se muestran casi satisfechos.
Estalla la Revolución del Parque (del 26 al 29 de julio). Se alcanza un acuerdo, sobre la base de innumerables muertes y los rebeldes capitulan. El Senado debate una propuesta de Estado de sitio. En la ocasión, el senador por Córdoba Manuel D. Pizarro sentencia en duros términos el fin del juarismo: "Yo vengo, derrotada la revolución, a pedir como medio de pacificación del país, no leyes de estado de sitio, sino la renuncia en masa de los miembros del poder ejecutivo: presidente, vice, ministros y presidente mismo del senado". El titular del diario La Nación expresa las palabras iniciales del discurso del senador cordobés: "La revolución esta vencida, pero el gobierno ha muerto".
El jueves 31 de julio, Ramón J. Cárcano eleva su renuncia a la dirección de correos cuya texto se publica en el diario oficialista "La Argentina". El 6 de agosto la Asamblea Legislativa aceptará la renuncia de Juárez Celman por 61 votos contra 22. Así murió la candidatura presidencial del hijo del músico lombardo emigrado a la Argentina.

## El otro Cárcano: dirigente rural, historiador y docente
Con la caída de Juárez Celman se retiró de la vida política, realizando un largo viaje por Europa en 1891 (donde, entre otros, asistió a un curso sobre tuberculosis bovina dictado por el Prof. Vallée en la conocida Escuela de Alford) y dedicándose en pleno a su estancia Ana María, a orillas del Río Tercero. “Yo mismo conduzco los bueyes, abro el surco inicial y doy el primer golpe de pala para cavar los cimientos de la nueva vivienda” rememoró. Introdujo allí notables adelantos técnicos para su época: vacunación de la hacienda contra carbunclo con una vacuna preparada especialmente en el Instituto Pasteur de París, importa un "arado a vapor" Fowler, introduce vacunos de raza Polled Durham y junto con un grupo de ganaderos gestiona la venida al país del Prof. Lignières.[cita requerida]
Con el despertar del Siglo XX, volvió a la actividad pública como cofundador y primer presidente de la Sociedad Rural de Córdoba, formada el 14 de mayo de 1900 a iniciativa de Luis Santillán Vélez y cuyo estatuto redactara Cárcano bajo los propósitos de "velar por los intereses de la campaña y propender al mejoramiento de la agricultura y la ganadería".
Cárcano también fue autor de numerosas obras escritas, de naturaleza histórica como “El general Quiroga y la expedición al desierto” (1882), “Perfiles contemporáneos” (1885), “La universidad de Córdoba” (1892), “Historia de los medios de comunicación y transporte en la Argentina” (1893), “Estudios coloniales” (1895)y la “La reforma universitaria” (1901), Cárcano se convirtió en miembro de número de la Academia Nacional de la Historia de la República Argentina, designado en 1901. Institución de la que sería su presidente en dos períodos: de 1919 a 1923 y de 1931 a 1934.
A esas obras se sumarán después: “La raza Polled Durham Shorthorn” (1903), “La misión Mitre en el Brasil” (1913), “De Caseros al 11 de septiembre” (1919), “Del sitio de Buenos Aires al Campo de Cepeda” (1921), “Juan Facundo Quiroga” (1931), “La Guerra del Paraguay, sus orígenes y sus causas”, entre otras, y también sus memorias, “Mis primeros 80 años” publicadas en 1943.
Su actividad como productor e investigador agropecuario lo llevó a la docencia. En 1907 fue designado Presidente de la Comisión Asesora de Enseñanza Agrícola. Al incorporarse el Instituto Superior de Agronomía y Veterinaria a la Universidad de Buenos Aires como nueva Facultad en 1909, el Dr. Cárcano es designado Vicedecano de la misma, cargo que ocupó hasta el retiro del Dr. Arata como Decano en 1911. Junto con los restantes miembros del Consejo Directivo fue designado académico de número de la Academia Nacional de Agronomía y Veterinaria al ser fundada en 1909.[cita requerida]
En 1921 fue elegido decano de la Facultad de Agronomía y Veterinaria de la Universidad de Buenos Aires, sucediendo en el cargo al Dr. Joaquín S. de Anchorena. Fue el último decano que no fue profesor de la Facultad. Federico Reichert, profesor de la Facultad, lo recuerda así: “La madura personalidad del señor Cárcano sobresalía y era inmune frente a las pequeñeces y los enojos de la vida cotidiana; se mostraba igual aunque en el ambiente reinara el bochorno; todo lo veía desde una elevada atalaya y no se incomodaba por meras picadas de mosquitos ... Pero también es necesario [ser] ... comprensivo y sagaz, alguien que conozca bien a su grey y sepa distinguir entre ovejas y cabras. Eso lo hacía don Ramón, pues conocía como muy poca gente la conducta que cabía esperar de cada cual; gobernaba con estilo patriarcal. [Cárcano era] un hombre polifacético con inclinaciones científicas y artísticas. Por haber estudiado en Europa y haber viajado mucho en aquel continente, estaba bien al corriente de las actividades científicas y artísticas de varios países del Viejo Mundo".
Otros profesores calificaron así su decanato: "En sus tres años de gobierno creó un ambiente de amplia comprensión dentro de la casa, dando al cuerpo docente la sensación de su propio valer; tomó sus resoluciones previa consulta y de acuerdo con el sentir de los profesores y, cuando llegó el momento fue, dentro de su prescindencia, decidido partidario de la elección como su sucesor, de uno de ellos". Al concluir su decanato fue miembro del Consejo Superior de la UBA en 1924 como representante de la Facultad. En su memoria, el aula mayor del actual Pabellón Wernicke de la Facultad de Agronomía lleva su nombre.

## Regreso al Congreso de la Nación: la Ley Sáenz Peña
La revolución del 4 de febrero de 1905, encabezada en Córdoba por el coronel Daniel Fernández, tenía una sola causa: el hastío de las clases populares frente al reinado del "fraude como método de supervivencia del proyecto establecido en el ochenta". Y aunque la misma fracasó, como todas las rebeliones anteriores de "los cívicos", el tejido social en la República Argentina estaba quebrado y solo era cuestión de tiempo para una nueva revolución que cada vez contaba con más adeptos.
Así las cosas, el 12 de marzo de 1906 fallece el presidente Manuel Quintana y lo sucede un exintegrante del unicato juarista: José Figueroa Alcorta. Los cuatro años y siete meses que transcurrieron hasta la asunción de un nuevo presidente, fueron momentos de huelgas y agitación obrera, fraude electoral, obstrucción legislativa en el parlamento argentino y la formación de un nuevo partido oficial que terminaría con la carrera política de Julio A. Roca.
El enfrentamiento político entre Roca y el presidente fue feroz. Se planteó en el Congreso y en cada una de las catorce provincias argentinas. Entre las tantas acciones de Figueroa Alcorta por aniquilar el poder político del "zorro", estuvo el voltear al roquista gobernador de Córdoba José A. Ortíz y Herrera en 1909.
En ese contexto, nació la candidatura presidencial del embajador Roque Sáenz Peña, tras un primer intento fallido de 1892, que representaba una postura de modificación del régimen de sufragio y apertura política frente a la democracia restrictiva de los primeros casi cincuenta años de la República Argentina.Se creó el partido Unión Nacional para apuntalar su candidatura, en sus filas había ex juaristas, pellegrinistas, republicanos y electores independientes.
Cárcano entendiendo los "nuevos tiempos" políticos impulsa el nacimiento de un nuevo diario en Córdoba: "Justicia". Bajo la dirección de Emilio E. Sánchez y la orientación editorial de Cárcano, aparece en la calle el 5 de julio de 1905. Desde allí, abona el terreno para el regreso a la actividad política, adhiriendo a la candidatura de Sáenz Peña y encabezando la lista de diputados nacionales oficialista en el año del centenario. En tanto, la fórmula de la Unión Nacional, Sáenz Peña - Victorino de la Plaza, obtuvo la totalidad de los electores.
El 2 de mayo de 1910 asume por segunda vez como diputado de la Nación y es elegido Vicepresidente Segundo de la Cámara baja. Desde allí, apoya el proyecto presidencial de modificación del Régimen de sufragio. La Ley 8.871 establece la lista completa combinada con el secreto y la obligatoriedad del sufragio y el mecanismo plurinominal. Aunque seguía siendo exclusivo para nativos argentinos y naturalizados masculinos y mayores a 18 años, pues el universo de la Ley Sáenz Peña sólo incluía a los hombres argentinos nativos y naturalizados.
Por su cercanía y consejos al presidente, se ocupará de distintas actividades. Enviado especial ante el gobierno de Brasil en marzo de 1911; e Interventor federal en San Juan desde el 10 de febrero hasta el 3 de marzo de 1912.

## El espíritu reformista del centenario en Córdoba
El año del centenario marcó un nuevo rumbo institucional en la historia de la República Argentina. El gobierno central estaba decidido a encarar una reforma electoral que pusiera las cosas públicas en orden, estimulando la participación cívica de las nuevas clases sociales en el sistema del poder. Así las cosas, El 27 de julio de 1911, se promulgó la Ley 8.130 que derogaba toda la legislación anterior sobre formación del registro electoral. La nueva legislación dispuso la confección de un nuevo padrón electoral permanente, sobre la base de los padrones del enrolamiento militar; sustituyendo el sistema de inscripciones con el objeto de transparentarlo evitando una situación propicia para el fraude. Este fue el primer paso hacia una nueva ley de elecciones.
En Córdoba, el gobernador Félix T. Garzón expresa en su discurso de inauguración que sería su especial "interés la educación política del pueblo" y que buscaría "el ejercicio de los derechos populares acostumbrando a ese pueblo, al respeto y cumplimiento de las leyes". Por su parte, Roque Sáenz Peña aconsejaba mediante una carta del 30 de enero de 1911 al gobernador Garzón a encarar decididamente un proceso de reforma provincial: "Temer la legalidad del voto es mostrarse amedrentado por la democracia haciendo incurrir a la actual generación en una cobardía cívica...".
Sin embargo, para darle mayor solidez al sistema utilizado en Córdoba, se optó por una reforma constitucional y el respectivo proyecto se sanciona el 13 de febrero de 1912. No obstante, en la elección de Diputados Nacionales del 7 de abril de 1912 se impone la lista del oficialista Partido Constitucional, dejando en minoría a la Unión Cívica Radical. El legislador radical electo por la minoría, Pedro C. Molina, renuncia en disconformidad con el trámite electoral, la depuración de los padrones y la conformación de las mesas comiciales. En la elección complementaria del 1 de septiembre, nuevamente se impondrá el candidato del Partido Constitucional, esta vez, Julio Argentino Pascual Roca.
Convocada la Asamblea Constituyente bajo la presidencia de Cárcano, sus sesiones se extendieron desde el 5 de julio hasta el 5 de septiembre de 1912. La reforma introdujo los principios establecidos por la Ley Sáenz Peña en el orden nacional: voto universal, masculino, adulto, secreto y obligatorio. Además, sancionó la elección por lista incompleta y por distritos para diputados y senadores provinciales. En cambio, mantuvo la lista completa -o “voto íntegro”- para los electores de gobernador y vicegobernador que se elegirían por departamento en cantidad igual al doble de los legisladores provinciales.

### La elección de 1912: la Concentración Popular
La política mediterránea lo llama y desde que fuera ministro del gobernador Olmos en 1886 una de sus aspiraciones era ser gobernador de Córdoba. Sin embargo, el radicalismo esta en franco ascenso político y el autonomismo provincial desorganizado y en desaparición. En esa necesidad política, impulsa desde Buenos Aires una reagrupamiento de los elementos conservadores e independientes bajo un programa de acción política con el fin de continuar controlando el gobierno, aunque por debajo de esa fusión coyuntural, los grupos siguieran funcionando con sus propias estructuras organizativas y órganos de decisión. Entre las figuras políticas que acompañaron la idea frentista de Cárcano estaban: Ángel F. Ávalos, Julio Argentino Pascual Roca, Guillermo Rothe, Juan F. Cafferatta, Félix Garzón Maceda, Julio Rodríguez de la Torre, Jesús Maidana y otros caudillos locales.
En ese sentido, se nuclearon los poderosos varones del Partido Autonomista Nacional, el Partido Constitucional del gobernador Garzón, el Partido Independiente, el Partido Departamental de Río IV, la Unión Independiente de Tercero Abajo, el Partido Departamental de Villa Dolores, además de otros grupos liderados por caudillos locales (los Pucheta de Río Primero, los Cornejo de San Justo, los Roldán de Unión, los Altamira de Villa María) y grupos independientes como el comité Universitario. Todos ellos se coaligaron bajo el mismo rotulo de la coalición pellegrinista de 1906: "Concentración Popular". En ellos, Cárcano reunía el control del aparato estatal y la acción de los caudillos políticos del interior, elementos decisivos para cumplir con el objetivo de ganar la gobernación.
La coalición sostuvo como programa de gobierno la consolidación de la libertad de sufragio y la autonomía provincial; la promoción de la autonomía municipal; además, auspició reformas sociales, un plan de vialidad y subdivisión de la propiedad rural.
La Unión Cívica Radical se decide a levantar la abstención y llega dividida entre clericales y anticlericales, donde los primeros imponen a Julián Amenabar Peralta como candidato a gobernador. La campaña es violenta y tumultuosa, agravada por mutuas acusaciones de fraude, con gran atención de la prensa. Los diarios "Los Principios" y "Justicia" promueven desde sus editoriales el voto por Cárcano, mientras que "La Libertad" y "La Voz del Interior" apoyan a los candidatos radicales.
La Unión Cívica Radical solicitó a la Presidencia de la República el envío de un comisionado federal. El Presidente se negó en nombre de su imparcialidad política. "El nombramiento del comisionado, por una aberración partidaria, se considera como una hostilidad al gobernador y un apoyo a la oposición. El Poder Ejecutivo toma los hechos tal cual son. La resolución sería juzgada como un acto parcial. Por eso también se ha negado a enviar un comisionado, a Mendoza, Corrientes, Tucumán y Entre Ríos". El Presidente lamenta los hechos aislados producidos por los ánimos encendidos y elementos extraños a la provincia, que el comisionado pedido no podía evitar o prevenir. En lugar de buscar en estos hechos la solución por el envío de un representante del gobierno federal, debe dejarse que los comicios se realicen con los elementos de la provincia en la seguridad de que el gobernador presidirá una elección libre.
La maquinaria electoral montada por Cárcano, no obstante la visita del caudillo Hipólito Yrigoyen, es exitosa. En la elección del 17 de noviembre de 1912, la "Concentración Popular" se impone por mínima diferencia sobre la U.C.R. por 36.603 votos populares (37 delegados electorales) a 36.427 (20 delegados electorales). Los radicales minoritarios realizan toda clase de maniobras para impedir la reunión del Colegio que, finalmente, logra reunirse y elegir la fórmula Cárcano-Garzón Maceda.

### El hacedor
Al prestar juramento resume los nuevos tiempos políticos con aguda visión: "las clases acomodadas están en retardo y las viejas agrupaciones están en error". Desde ese enfoque, impulsa la liquidación del Partido Autonomista Nacional y, junto a otros prestigiosos políticos como el Dr. Rafael Núñez, propicia la fusión de las distintas fuerzas conservadoras en un partido moderno: el Partido Demócrata de Córdoba.
En materia de gestión, las acciones de gobierno de Cárcano abarcaron todas las áreas: creación del Boletín Oficial de Córdoba el 13 de septiembre de 1913, la formación de la Comisión Protectora de Bibliotecas Populares, el trazado del Camino de las Altas Cumbres entre Córdoba y Villa Dolores, la creación de la Caja de Jubilaciones y Pensiones y la promulgación de la primera Ley de Casinos entre otras medidas.
No obstante, sus hechos de gobierno, el senador provincial Eufrasio Loza es elegido gobernador por el radicalismo en la elección del 14 de noviembre de 1915, derrotando por más de tres mil votos de diferencia al candidato demócrata Juan Félix Cafferatta. El 17 de mayo de 1916, en el acto de entrega de mando, el gobernador saliente pronunció sus más recordadas palabras dirigiéndose al gobernador electo:

"Habéis triunfado como candidato, os falta triunfar como gobernante. Es la más difícil y la más grande de las victorias".

Mientras sus partidarios lo despedían en el Salón gubernativo, sombrero en alto, dijo simplemente: "Hasta mañana, hasta mañana".

## Segundo período como gobernador
En 1919, durante la gestión del gobernador Núñez, los demócratas cordobeses, que buscan seguir en el poder contando con mayoría legislativa, sancionan la Ley 2.825 que fija un nuevo mecanismo de representación territorial en la asignación de bancas para la Cámara de Diputados de Córdoba.
La ley 2.825 establece como base de representación un diputado por cada 21.000 habitantes o fracción que no baje de 10 000 (en 1921 fue reducida a 9.000) y divide la provincia en seis distritos electorales, pero con la particularidad de que esos distritos son ahora interdepartamentales; en contraposición a lo que establecía la Constitución de 1912 que, en el Art.1 Inc. C de las Disposiciones Transitorias de la Reforma, prescribía elección distrital sobre la base de agrupar departamentos afines en "diez distritos".
Todo eso es considerado por el radicalismo como una maniobra "fraudulenta" y el 5 de febrero de 1921 (ratificada el 11 de noviembre) la Convención del partido proclama la abstención electoral. Esta política consistía en la negación de legitimidad de cualquier autoridad o acto de autoridad derivado de procesos comiciales no ajustados a derecho mediante la omisión de presentar lista de candidatos en el ámbito provincial. Y comprende los comicios legislativos provinciales de marzo de 1921, gubernativos de noviembre del mismo año, de diputados nacionales de marzo de 1924 y legislativos provinciales del mismo año. Los demócratas siguen adelante con el proyecto y consagran a su candidato a la Gobernación, Julio Argentino Pascual Roca, quien se impone en la elección general del 21 de noviembre de ese año en la que solo votaron 29.083 electores de los 165.327 inscriptos.
La posición del radicalismo cordobés, "abstención o intervención", disgusta a Yrigoyen que rechaza ambas opciones. Pero la inflexibilidad del Comité Central se impone ante la fuerza de los hechos políticos. El 17 de mayo de 1922 asume Roca y empieza una gestión sin legitimidad y con divisiones en el seno del propio Partido Demócrata de Córdoba. Como resultado, el 15 de marzo de 1923 la Cámara de Diputados de la Nación aprueba un proyecto de intervención Federal a Córdoba, enviado por el Poder Ejecutivo, pero el trámite es demorado y finalmente rechazado en el Senado el 1 de julio de 1924 con la agrado del presidente Alvear, distanciado entonces del yrigoyenismo.
Luego de una elección interna en la que el binomio Ramón J. Cárcano// Manuel E. Paz se impone a la fórmula Guillermo Rothe//Pedro J. Frías, la Convención del Partido Demócrata de Córdoba lo presentó como candidatos a los cargos de gobernador y vicegobernador de Córdoba; cuando el 4 de febrero de 1925 la ciudadanía quedó convocada a comicios, los que se efectuaron el 8 de marzo siguiente. La campaña proselitista estuvo signada por una constante agresividad entre los partidos intervinientes.
Todos los analistas de la época auguraban el triunfo de la Unión Cívica Radical Personalista. Elecciones complementarias se realizaron el 22 de marzo siguiente, en mesas de la ciudad de Córdoba y departamentos San Javier y Unión. El binomio demócrata, sorpresivamente, obtuvo 46.135 sufragios, en tanto la fórmula del radicalismo, Benito Soria-Alejandro Gallardo, alcanzó 45.904 votos.
Por su parte, los candidatos de la Unión Cívica Radical Antipersonalista, José Ignacio Bas-Eduardo F. Quinteros, lograban 14.564. Siguió una serie de alternativas de orden político, pero el Superior Tribunal de Justicia aprobó la elección y Cárcano asumió el 17 de mayo de 1925.

### Obra de gestión
Durante su gobierno se estableció definitivamente el diseño del Escudo de la Provincia de Córdoba (Argentina) a partir del original escudo cordobés de 1573.

## Últimos años
En 1932 fue nombrado Presidente del Consejo Nacional de Educación. Entre 1933 y 1938 fue embajador argentino en Río de Janeiro.
Posteriormente, adheriría a la candidatura presidencial de Juan Domingo Perón en 1946, y sería uno de los muchos políticos de diferentes extracciones ideológicas (en mayor medida radicales y socialistas, pero también conservadores, etc.) que conformarían el peronismo.
Casado con Ana Sáenz de Zumarán, el 9 de mayo de 1887 en la ciudad de Montevideo, tuvo tres hijos, entre los cuales se destacó Miguel Ángel quien le dio por nieta a la longeva Vizcondesa de Ednam Stella Ana Inés Rosa Carolina Cárcano Morra. También fue abuelo, por su hija menor, del exministro de Economía José Alfredo Martínez de Hoz. Su esposa falleció el 11 de enero de 1910, y Ramón J. Cárcano murió en Córdoba el 2 de junio de 1946 a los 86 años de edad.
En la ciudad de Buenos Aires, lleva su nombre la plaza Plaza Ramón J. Cárcano ubicada en el epicentro del barrio de La Recoleta cerca del cruce de la calle Ortiz entre Av. Alvear y Av. Quintana.

## Obras
- De Caseros al 11 de Septiembre.
- Del sitio de Buenos Aires al campo de Cepeda.
- Juan Facundo Quiroga: simulación, infidencia, tragedia.
- Guerra del Paraguay: orígenes y causas.
- Perfiles contemporáneos.
- 800.000 analfabetos. Aldeas escolares. (1933)
- Mis primeros 80 años. (1943)